# Brüder Presnjakow
Die Brüder Presnjakow bzw. Gebrüder Presnjakow (russisch Братья Пресняковы / Bratja Presnjakowy, wiss. Transliteration Brat'ja Presnjakovy) sind zwei russische Dramatiker, Drehbuchautoren, Regisseure und Theaterproduzenten.

## Leben und Werk
Oleg Presnjakow (geb. 1969) und Wladimir Presnjakow (geb. 1974), die Söhne einer iranischen Mutter und eines russischen Vaters, studierten beide an der Staatlichen Gorki-Universität des Uralgebiets in Jekaterinburg. Gemeinsam gründeten sie das Jugendtheater der Universität, das sich der experimentellen Arbeit in den darstellenden Künsten widmet. Außerdem schreiben Oleg und Wladimir im Tandem und unterzeichnen ihre Stücke als Presnjakow-Brüder.
Sie sind Verfasser vieler Theaterstücke und auch von Prosatexten, darunter ihre wohl bekanntesten und international vielgespielten Werke Terrorismus (eine sardonische Antwort auf die Geiselnahme während des Musicals Nord-Ost) und Opfer vom Dienst, die 2002 am Tschechow-Kunsttheater Moskau (MAT) von Kirill Serebrennikow inszeniert worden sind. Für das Theater Praktika inszenierten sie ihr Stück Pub (2005), eine Gipfelkonferenz von George W. Bush, Tony Blair, Wladimir Putin und dem Teufel. Andere ihrer bekannten Stücke sind Das Zauberpferd und Hungaricum. Ihr Roman Tötet den Schiedsrichter erschien auf Deutsch bei Kiepenheuer & Witsch.

## Hörspiele in Deutschland
- 2003: Zeitreserve Sibirien: Europa – Asien – Regie: Wolfgang Rindfleisch (Hörspielbearbeitung – DLR)
- 2009: Tötet den Schiedsrichter – Bearbeitung und Regie: Gabriele Bigott (Hörspielbearbeitung – RBB; Übernahme durch den ORF im Juni 2010)
  - Auszeichnungen: Hörspiel des Monats Januar 2009 (Deutschland); Slabbesz 2009 (Österreich) und Nominierung für den Deutschen Hörspielpreis der ARD 2009 (Deutschland)